# Scatman (Ski-Ba-Bop-Ba-Dop-Bop)
"Scatman (Ski-Ba-Bop-Ba-Dop-Bop)" (hay tiêu đề ngắn gọn "Scatman") là một bài hát của nghệ sĩ thu âm người Mỹ Scatman John nằm trong album phòng thu thứ hai của ông, Scatman's World (1995). Nó được phát hành vào ngày 30 tháng 11 năm 1994 bởi RCA Records như là đĩa đơn đầu tiên trích từ album, đồng thời là đĩa đơn chính thức đầu tiên trong sự nghiệp của ông. Bài hát được đồng viết lời và sản xuất Antonio Nunzio Catania và Tony Catania thuộc Catania Music Studios, với sự tham gia hỗ trợ viết lời từ nam ca sĩ. Đây là một bản Eurodance với phong cách hát scat mang nội dung phác họa cách John vượt qua khó khăn của mình với chứng nói lắp và tuyên bố rằng tất cả chúng ta có thể vượt qua vấn đề của bản thân nếu biết cố gắng.
Sau khi phát hành, "Scatman (Ski-Ba-Bop-Ba-Dop-Bop)" nhận được những phản ứng tích cực từ các nhà phê bình âm nhạc, trong đó họ đánh giá cao giai điệu bắt tai của nó cũng như nguồn cảm hứng từ bài hát. Nó còn chiến thắng một giải Echo năm 1996 ở hạng mục Đĩa đơn Pop/Rock xuất sắc nhất. "Scatman (Ski-Ba-Bop-Ba-Dop-Bop)" cũng gặt hái những thành công vượt trội về mặt thương mại, đứng đầu các bảng xếp hạng ở Áo, Bỉ, Đan Mạch, Phần Lan, Pháp, Ireland, Na Uy, Tây Ban Nha và Thụy Sĩ, và lọt vào top 10 ở hầu hết những quốc gia nó xuất hiện, bao gồm vươn đến top 5 ở Đức, Hà Lan, Thụy Điển và Vương quốc Anh. Tại Hoa Kỳ, bài hát đạt vị trí thứ 60 trên bảng xếp hạng Billboard Hot 100, trở thành đĩa đơn đầu tiên và duy nhất của John lọt vào bảng xếp hạng tại đây.
Video ca nhạc cho "Scatman (Ski-Ba-Bop-Ba-Dop-Bop)" được đạo diễn bởi Kerstin Mueller, trong đó bao gồm những cảnh John trình diễn nó trên nhiều khung hình khác nhau, xen kẽ với những hình ảnh mọi người đang nhảy múa, nhép miệng và chơi nhạc cụ theo bài hát. Nó đã nhận được nhiều lượt yêu cầu phát sóng trên nhiều kênh truyền hình âm nhạc như MTV và VH1. Để quảng bá bài hát, nam ca sĩ đã trình diễn bài hát trên nhiều chương trình truyền hình và lễ trao giải lớn, bao gồm MTV's Most Wanted và Top of the Pops. Kể từ khi phát hành, "Scatman (Ski-Ba-Bop-Ba-Dop-Bop)" đã xuất hiện trong nhiều tác phẩm điện ảnh và truyền hình, như American Dad!, BASEketball và Nothing to Lose.

## Danh sách bài hát
| Đĩa CD #1 tại châu Âu 1. "Scatman" (Basic-Radio) – 3:30 2. "Scatman" (radio chỉnh sửa mới) – 3:21 Đĩa CD #2 tại châu Âu 1. "Scatman" (Basic-Radio) – 3:30 2. "Scatman" (Pech phối lại) – 4:55 3. "Scatman" (Arena Di Verona phối) – 6:04 4. "Scatman" (Third Level phối) – 5:46 Đĩa CD maxi tại châu Âu 1. "Scatman" (Basic-Radio) – 3:30 2. "Scatman" (Jazz-Level phối) – 3:41 3. "Scatman" (Second-Level phối) – 5:40 4. "Scatman" (Third-Level phối) – 5:46 5. "Scatman" (Game-Over-Jazz phối) – 5:03 | Đĩa 7" tại Anh quốc - A. "Scatman" (Basic-Radio) – 3:20 - B. "Scatman" (Arena Di Verona phối) – 6:40 Đĩa 12" tại Anh quốc - A1. "Scatman" (Pech phối lại) – 4:53 - A2. "Scatman" (Second-Level phối) – 5:41 - B1. "Scatman" (Arena Di Verona phối) – 5:59 - B2. "Scatman" (radio phối mở rộng) – 5:06 Đĩa CD maxi tại Hoa Kỳ 1. "Scatman" (Basic-Radio) – 3:20 2. "Scatman" (Spike Radio chỉnh sửa) – 4:23 3. "Scatman" (Jazz-Level phối) – 3:41 4. "Scatman" (Third-Level phối) – 5:46 5. "Scatman" (Spike Dub) – 8:59 |

## Xếp hạng
| Bảng xếp hạng (1995)                | Vị trí cao nhất |
| ----------------------------------- | --------------- |
| Úc (ARIA)                           | 8               |
| Áo (Ö3 Austria Top 40)              | 1               |
| Bỉ (Ultratop 50 Flanders)           | 1               |
| Bỉ (Ultratop 50 Wallonia)           | 1               |
| Canada (RPM)                        | 84              |
| Canada Dance (RPM)                  | 1               |
| Đan Mạch (Tracklisten)              | 1               |
| Châu Âu (Eurochart Hot 100 Singles) | 1               |
| Phần Lan (Suomen virallinen lista)  | 1               |
| Pháp (SNEP)                         | 1               |
| Đức (Official German Charts)        | 2               |
| Ireland (IRMA)                      | 1               |
| Hà Lan (Dutch Top 40)               | 2               |
| Hà Lan (Single Top 100)             | 2               |
| New Zealand (Recorded Music NZ)     | 39              |
| Na Uy (VG-lista)                    | 1               |
| Scotland (OCC)                      | 1               |
| Tây Ban Nha (AFYVE)                 | 1               |
| Thụy Điển (Sverigetopplistan)       | 2               |
| Thụy Sĩ (Schweizer Hitparade)       | 1               |
| Anh Quốc (OCC)                      | 3               |
| Hoa Kỳ Billboard Hot 100            | 60              |
| Hoa Kỳ Dance Club Songs (Billboard) | 10              |
| Hoa Kỳ Pop Airplay (Billboard)      | 40              |

| Bảng xếp hạng (1995)                 | Vị trí |
| ------------------------------------ | ------ |
| Australia (ARIA)                     | 38     |
| Austria (Ö3 Austria Top 40)          | 8      |
| Belgium (Ultratop 50 Flanders)       | 7      |
| Belgium (Ultratop 50 Wallonia)       | 3      |
| Canada Dance (RPM)                   | 1      |
| Denmark (Tracklisten)                | 4      |
| Europe (European Hot 100 Singles)    | 2      |
| France (SNEP)                        | 3      |
| Germany (Official German Charts)     | 5      |
| Japan (Tokyo Hot 100)                | 5      |
| Netherlands (Dutch Top 40)           | 11     |
| Netherlands (Single Top 100)         | 23     |
| Norway Spring Period (VG-lista)      | 7      |
| Norway Winter Period (VG-lista)      | 7      |
| Sweden (Sverigetopplistan)           | 23     |
| Switzerland (Schweizer Hitparade)    | 4      |
| UK Singles (Official Charts Company) | 30     |

| Bảng xếp hạng (1990–1999)      | Xếp hạng |
| ------------------------------ | -------- |
| Belgium (Ultratop 50 Flanders) | 80       |
| France (SNEP)                  | 58       |

## Chứng nhận
| Quốc gia                                                                           | Chứng nhận | Số đơn vị/doanh số chứng nhận |
| ---------------------------------------------------------------------------------- | ---------- | ----------------------------- |
| Úc (ARIA)                                                                          | Vàng       | 35.000^                       |
| Áo (IFPI Áo)                                                                       | Vàng       | 25.000*                       |
| Bỉ (BEA)                                                                           | Bạch kim   | 50.000*                       |
| Pháp (SNEP)                                                                        | Bạch kim   | 479,000                       |
| Đức (BVMI)                                                                         | Bạch kim   | 0^                            |
| Na Uy (IFPI)                                                                       | Vàng       | 20,000*                       |
| Thụy Sĩ (IFPI)                                                                     | Vàng       | 25.000^                       |
| Anh Quốc (BPI)                                                                     | Bạc        | 200.000^                      |
| * Chứng nhận dựa theo doanh số tiêu thụ. ^ Chứng nhận dựa theo doanh số nhập hàng. |            |                               |